# Aeroportul Municipal Nashua
Aeroportul Municipal Nashua (IATA: ASH, ICAO: KASH, FAA LID: ASH) este un aeroport din New Hampshire, Statele Unite ale Americii ce deservește zona Nashua. Aeroportul a fost tranzitat în 2019 de 18 pasageri. A fost numit după zona deservită.
Situat la o altitudine de 61 m, aeroportul dispune de 1 pistă.

## Infrastructură

### Piste
Aeroportul dispune de o singură pistă. Pista 14/32 are suprafața de asfalt și dimensiunile 6.000 picioare × 100 picioare. 